# 艇友ニュース
艇友ニュース（ていゆうニュース）は、香川県丸亀市にある競艇情報の専門新聞社である。主として四国・九州を中心に発行している。専門紙の発行以外にもシステム開発やウェブコンテンツの受託開発、イベントの企画・運営なども行う。

## 略歴
- 1974年（昭和49年）10月 - 創業・設立。
- 1989年（平成元年）9月 - 社屋移転。オフセット印刷導入。
- 1992年（平成4年）4月 - 電子組版システムに移行。
- 1992年（平成4年）9月 - 環境対策事業を開始。
- 1996年（平成8年）4月 - 新社屋の落成。本社事業所を丸亀市富士見町に移転。
- 1996年（平成8年）10月 - 電子出稿システムの開発・稼動開始。
- 1997年（平成9年）4月 - 宮島競艇版専門紙「ニュー研究」発刊。
- 1998年（平成10年）3月 - システム事業部発足。
- 2000年（平成12年）6月 - 業界初のデジタル専門紙「艇友デジタル」のサービス開始。
- 2001年（平成13年）4月 - ラジオ番組「艇友ニュースPresents 締切一分前!」放送開始。(FM SUN, FM SETO)
- 2003年（平成15年）2月 - 北九州支局開設。
- 2004年（平成16年）5月 - 「ボートピア金峰Presents 締切一分前!」放送開始。(μ-FM)
- 2004年（平成16年）12月 - 読者向け紙面外サービスコンテンツ「ていまぐ」運営開始。（モバイル版）
- 2006年（平成18年）5月 - 北九州支局大村出張所開設。
- 2008年（平成20年）12月 - 競艇情報サイト「勝ち組.net」公開開始。
- 2004年（平成16年）12月 - 「まるがめ競艇オフィシャルサイト」の運営業務受託開始。
- 2010年（平成22年）8月 - 新印刷設備の導入。全紙面をカラー版8頁構成に刷新。
- 2018年（平成30年）7月 - 2017年2月に経営者が同居女性への傷害容疑で逮捕されたのをきっかけに、廃業。

## 発行する新聞のタイトル
ていゆうニュース
昭和47年創刊。現在は丸亀・若松・芦屋の各開催とこれらの競艇場で場外発売されるレースや、全国のSG・GIについて発行している。専門紙には珍しくフルカラー印刷で中綴じという紙面構成をとっている。

## 販売されている場所
- 丸亀競艇場（香川県）
- 若松競艇場（福岡県）
- 芦屋競艇場（福岡県）
- ボートピア川崎（宮城県）
- ボートピア梅田（大阪府）
- ボートピア神戸新開地（兵庫県）
- ボートピア姫路（兵庫県）
- ボートピアまるがめ（香川県）
- ボートピア朝倉（愛媛県）
- ボートピア土佐（高知県）
- ボートピア呉宮島（広島県）
- ボートピア呉徳山（広島県）
- ボートピア勝山（福岡県）

## 冠協賛レース
アダムスキーカップ
2006年以降、丸亀・若松・芦屋において、テイユーオリジナルキャラクターであるアダムスキー坊やの名前を冠した協賛レースを催している。